# ГЕС Мазатепек
ГЕС Мазатепек — гідроелектростанція у мексиканському штаті Пуебла. Використовує ресурс із річки Теколутла (на цій ділянці має назву Апулько), яка впадає до Мексиканської затоки між містами Тампіко та Веракрус.
У межах проєкту річку перекрили бетонною арковою греблею висотою 97 метрів та довжиною 210 метрів, крім того, обабіч до неї прилягають гравітаційні ділянки загальною довжиною близько 1 км. Ця споруда, яка має назву Соледад, утримує водосховище з об'ємом 60 млн м3 (під час повені до 61 млн м3) та коливанням рівня поверхні в діапазоні 30 метрів.
Зі сховища під лівобережним гірським масивом прокладений дериваційний тунель довжиною близько 6 км, який після вирівнювальної камери баштового типу висотою 54 метри переходить у напірний водовід довжиною 0,9 км. Останній подає ресурс до наземного машинного залу, розташованого на березі Теколутли за 13 км нижче від греблі.
Основне обладнання станції становлять чотири турбіни типу Пелтон потужністю по 55,6 МВт, які використовують напір у 480 метрів та забезпечують виробництво 650 млн кВт·год електроенергії на рік.
Видача продукції відбувається по ЛЕП, розрахованій на роботу під напругою 230 кВ.